# Архін (тиран Аргоса)
Архін (дав.-гр. Αρχίνος) — тиран давньогрецького міста Аргос першої половини VI ст. до н. е.
За походженням був амбракійцем з роду коринфських Кіпселідів.
Був жерцем — єрамнемоном у Герайоні, пізніше виконував обов'язки епімелета, тобто посадовця, відповідальним за виготовлення зброї для громадян. Проте вилучену в них стару зброю не присвячував Гері, а накопичував у себе. Зібравши таким чином чимало зброї, роздав її своїм прихильникам з кола демосу, педаеків та іноземців, і з їхньою допомогою захопив владу над містом.
Вже як тиран започаткував «мідний агон» — змагання під час свята Гекатомбейон, переможця яких нагороджували мідним щитом.
Був одружений з Тимонассою, що після смерті Архіна стала дружиною афінського тирана Пісістрата.
Обставини смерті Архіна невідомі. Проте швидше за все його владу успадкував інший тиран — Лафай.